# Surnadal
Surnadal est une kommune de Norvège. Elle est située dans le comté de Møre og Romsdal.

## Personnalités liées à la commune
- Olaus Jeldness (1856-1935), mineur et sportif.
- Rune Gjeldnes (1971-), aventurier norvégien né à Surnadal.
- Øystein Aarseth (1968-1993), guitariste du groupe Mayhem, plus connu sous le nom d'Euronymous.